# Кокудзі
Японська писемність
Ієрогліфи 漢字
Абетка 仮名
- Хіраґана 平仮名
- Катакана 片仮名
- Манйоґана 万葉仮名
- Хентайґана 変体仮名
- Джіндай моджі

Використання
- Фуріґана 振り仮名
- Окуріґана 送り仮名

Латиниця

Українська кирилиця
Кокудзі або Кокуджі (яп. 国字, こくじ, досл. «Національні символи») або Васей-кандзі (яп. 和製漢字, わせいかんじ, досл. «Кандзі зроблені в Японії») у японській мові, це створені у Японії кандзі (китайські ієрогліфи), а не запозичені з Китаю. Як і більшість китайських ієрогліфів, вони в основному утворюються шляхом комбінування існуючих ієрогліфів, але з використанням комбінацій, які не зустрічаються в китайській мові.
Оскільки кокудзі, як правило, розроблені для власне японських слів, вони зазвичай мають лише японське Кунйомі читання. Однак іноді вони також мають китайське Онйомі читання, похідне від спорідненого кандзі, наприклад 働 (до̄, «робота»), що бере онйомі читання від 動 (до̄, «рухатися»). У рідкісних випадках кокудзі має лише Онйомі читання, наприклад 腺 (сен, «залоза»), що походить від 泉 (сен, «джерело, фонтан») для використання в медичній термінології.
Більшість кокудзі є семантичними сполуками, що означає, що вони складаються з двох (або більше) символів із пов'язаними значеннями. Наприклад, 働 («робота») складається з 亻 (ключ «особа») і 動 («рух»). Це на відміну від китайських кандзі, які переважно є фоно-семантичними сполуками, що означає, що вони поєднують фонетичний елемент зі семантичним. Це пояснюється тим, що фонетичний елемент фоно-семантичного кандзі завжди базується на онйомі читанні, якого немає у більшості кокудзі, залишаючи семантичне поєднання єдиною альтернативою. Інші приклади включають 榊 «сакакі», утворене від 木 «дерево» і 神 «бог» (дослівно, «божественне дерево») і 辻 «перехрестя», утворене від 辶 «дорога» і 十 «хрест».
Кокудзі особливо часто використовуються для видів флори та фауни, включаючи дуже велику кількість риб, таких як 鰯 (сардина), 鱈 (тріска), 鮴 (Японський морський окунь) і 鱚 (силаги), і дерева, наприклад, 樫 (вічнозелений дуб), 椙 (японський кедр), 椛 (береза, клен) і 柾 (бруслина).

## Термін
Термін кокудзі в японській мові може стосуватися будь-якого ієрогліфа, створеного за межами Китаю, включаючи корейські гукча ([國字] Помилка: {{Lang}}: недійсний параметр: |3= (допомога)) і в'єтнамські Чи Ном. Термін Васей-кандзі позначає саме кандзі, що були створені в Японії.

## Історія
Історично склалося так, що деякі кокудзі сягають дуже ранньої японської писемності, їх можна знайти в Манйосю, наприклад — 鰯 іваші «сардина» датується періодом Нара (VIII століття), вони продовжували створюватися до кінця 19 століття, коли в епоху Мейдзі було створено ряд ієрогліфів для нових наукових концепцій. Наприклад, деякі символи були створені як звичайні складові для деяких (але не всіх) одиниць SI, такі як 粁 (米 «метр» + 千 «тисяча, кіло-») для кілометра, 竏 (立 «літр» + 千 «тисяча, кіло-») для кілолітра та 瓩 (瓦 «грам» + «тисяча, кіло-») для кілограма. Однак одиниці SI в японській мові сьогодні майже виключно записуються за допомогою ромаджі або катакани, наприклад キロメートル або ㌖ за для кілометр, キロリットル для кілолітра і キログラム або ㌕ для кілограму.
В Японії ієрогліфами кокудзі вважаються ієрогліфи, найперша поява відбулася в Японії. Якщо ієрогліф з'являється раніше в китайській літературі, він не вважається кокудзі, навіть якщо ієрогліф був створений незалежно в Японії та не пов'язаний з китайським ієрогліфом (що означає «не запозичений з китайської»). Іншими словами, кокудзі — це не просто ієрогліфи, створені в Японії, а ті, які вперше були створені в Японії. Показовим прикладом є анкō (яп. 鮟鱇, Вудильник). Це написання було створено в Японії періоду Едо з атедзі (фонетичне написання кандзі) 安康 для існуючого слова ankō, додавши ключ 魚 до кожного ієрогліфа — персонажі були «зроблені в Японії». Однак, 鮟 не вважається кокудзі, оскільки воно зустрічається в стародавніх китайських текстах як спотворення 鰋 (魚匽). 鱇 вважається кокудзі, оскільки його не було знайдено в жодному ранішому китайському тексті. Звичайні списки кокудзі можуть бути більш інклюзивними, включаючи такі ієрогліфи, як 鮟.  Іншим прикладом є 搾, який іноді не вважається кокудзі через його ранню присутність як спотворений китайський 榨.

## Приклади
Існують сотні кокудзі. Більшість з них використовують рідко, але деякі з них стали загальновживаними компонентами письмової японської мови. Серед них: Дзьойо кандзі має приблизно дев'ять кокудзі; існує певна суперечка щодо класифікації, але загалом присутні ці:
- 働 どう дō, はたら(く) хатара(ку) «робота», найвживаніший кокудзі, використовується у звичайному дієслові хатараку (яп. 働く, "працювати").
- 込 こ(む) ко(му), використовується у дієслові кому (яп. 込む, "бути наповненим")
- 匂 にお(う) ніо(у), використовується у звичайному дієслові ніоу (яп. 匂う, "пахнути")
- 畑 はたけ хатаке «посівні поля»
- 腺 せん сен, «залоза»
- 峠 とうげ тōґе «гірський перевал»
- 枠 わく ваку, «рамка»
- 塀 へい хей, «стіна»
- 搾 しぼ(る) шібо(ру), «стиснути» (спірно; див. зверху);

Джінмейо канджі
- 榊 さかき сакакі «дерево, Cleyera japonica (сакакі)»
- 辻 つじ цуджі «перехрестя, вулиця»
- 匁 もんめ момме (одиниця ваги)

Хьоґайджі:
- 躾 しつけ шіцуке «тренування, виховання (тварини, дитини)»

Деякі з цих ієрогліфів (наприклад, 腺, «залоза») були завезені до Китаю; крім того, стандартне Путунхуа читання призначається деяким кокудзі, які використовуються в японській топоніміці, наприклад, стандартом Guobiao GB/T 17693.10. У деяких випадках китайське читання отримується при інтерпретації ієрогліфа як фоно-семантичної сполуки, тоді як в інших випадках (таких як 働), запозичується японське онйомі читання. Подібні випадки мали місце в Кореї та В'єтнамі меншою мірою.

## Дивитись також
- Ґукча, китайські ієрогліфи, створені в Кореї.
- Чи Ном, китайські ієрогліфи, створені у В'єтнамі.
- Ієрогліфи Чжуан, китайські ієрогліфи, створені народом Чжуан.
- Васей-канґо, слова японської мови, що складаються з китайських морфем, але винайдені в Японії.
- Рякудзі, розмовне спрощення кандзі в Японії.